# Musée archéologique de Némée
Le Musée archéologique de Némée (en grec moderne : Αρχαιολογικό Μουσείο Νεμέας) est un musée situé à Némée, dans le district régional de Corinthie, en Grèce. Il a été construit par l'Université de Californie et donné à l'État grec en 1984. Le musée est situé à l'entrée du site archéologique de Némée. Il expose les découvertes réalisées sur le site et dans les environs, de l'âge du cuivre (Chalcolithique) au début de l'ère byzantine.

## Collections
Le musée contient une collection d'images de Némée prises par des voyageurs du XVIIIe au XXe siècle, des pièces de monnaie d'anciens visiteurs, des objets liés à l'activité sportive sur le site, des découvertes préhistoriques (poterie, outils, armes, etc.) provenant de sites de la région : poteries et bijoux du cimetière mycénien d'Aidonia (de) et de la colonie d'Agía Iríni, parties architecturales de monuments de Némée et d'autres sites, ainsi qu'une collection d'inscriptions de Némée, Phlionte et Pétri.

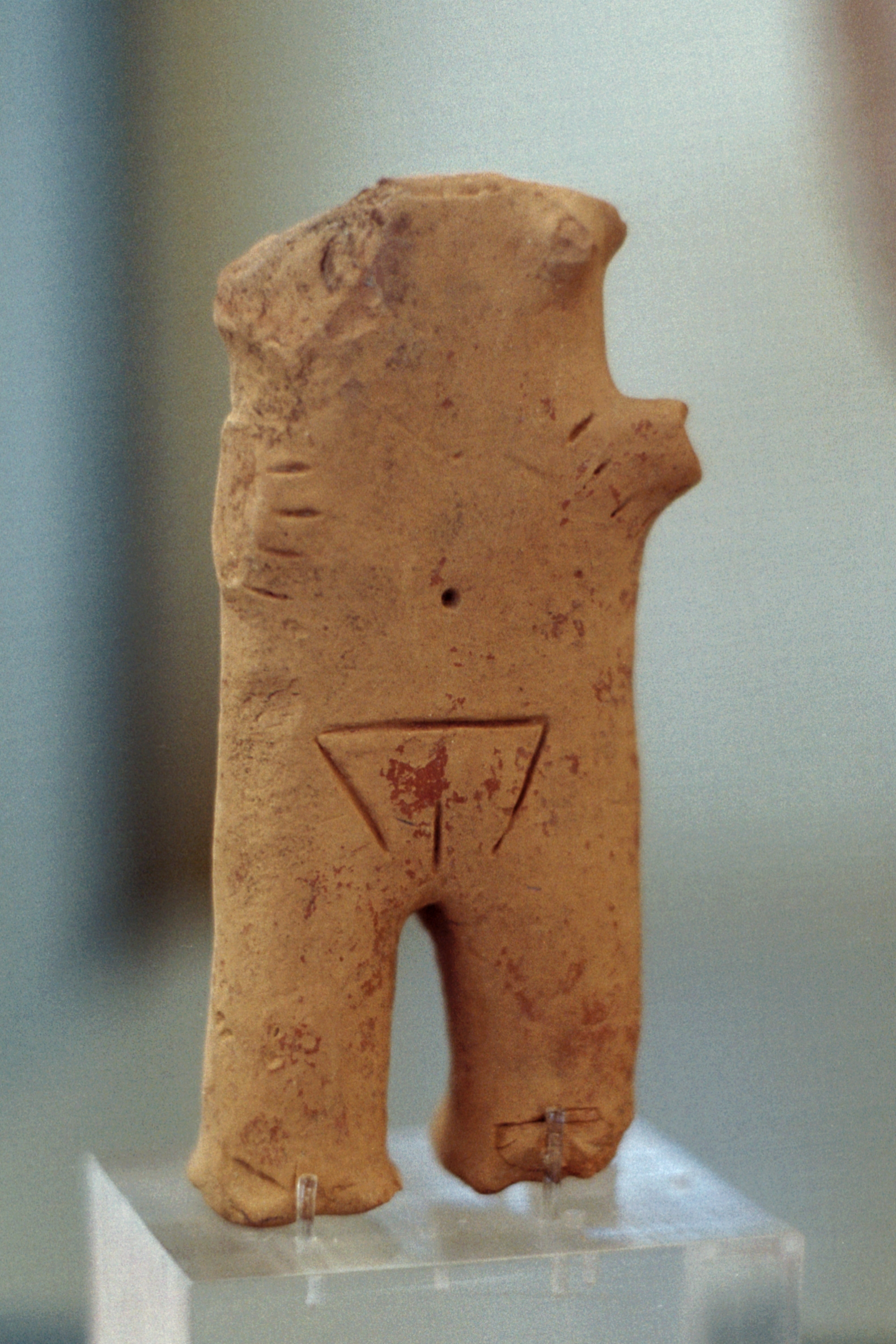
Fragment d'une figurine féminine, Phlious (Flious), 4500-3200 av.
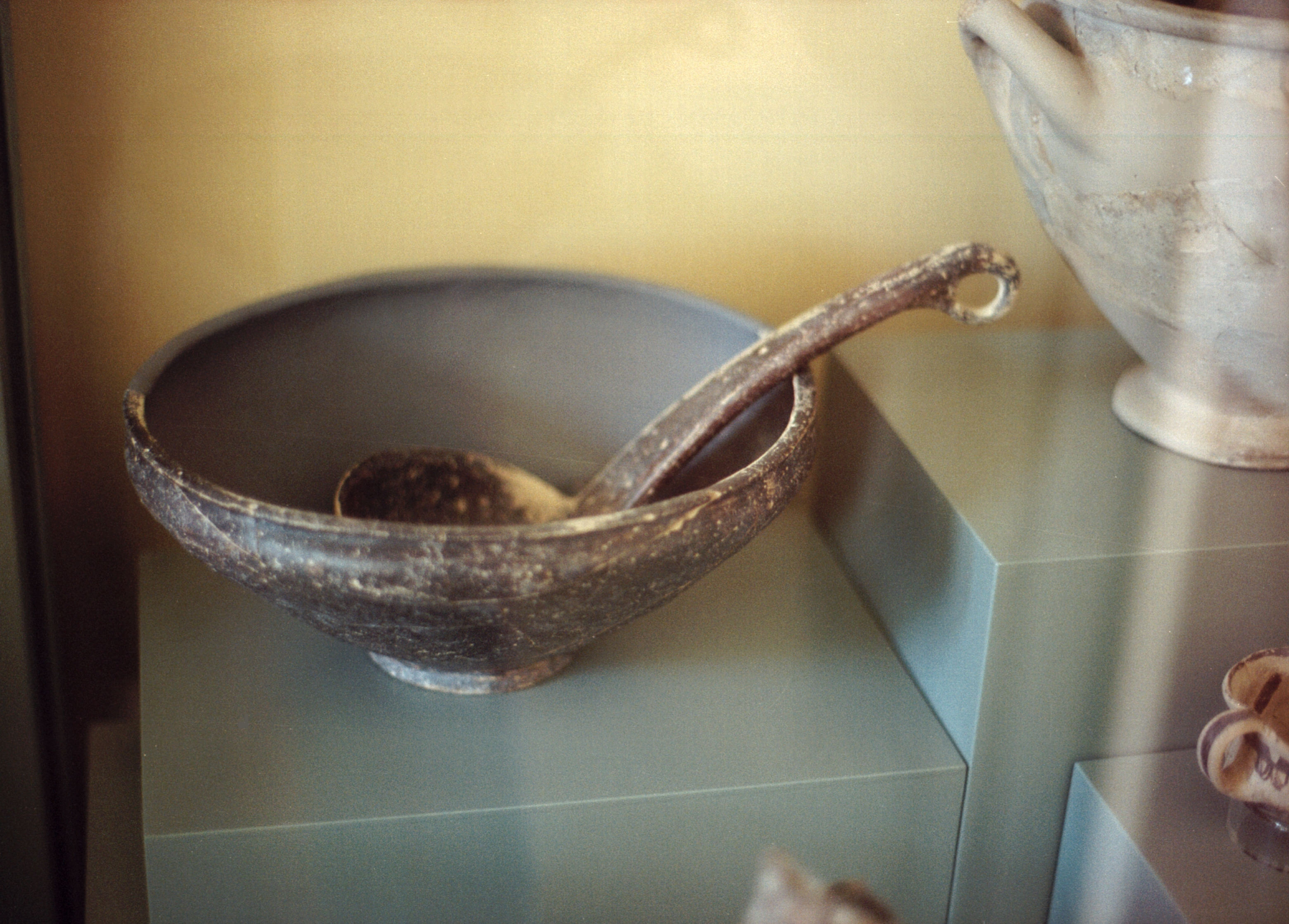
Poterie, helladique ancien, 2700-2200 av. JC.
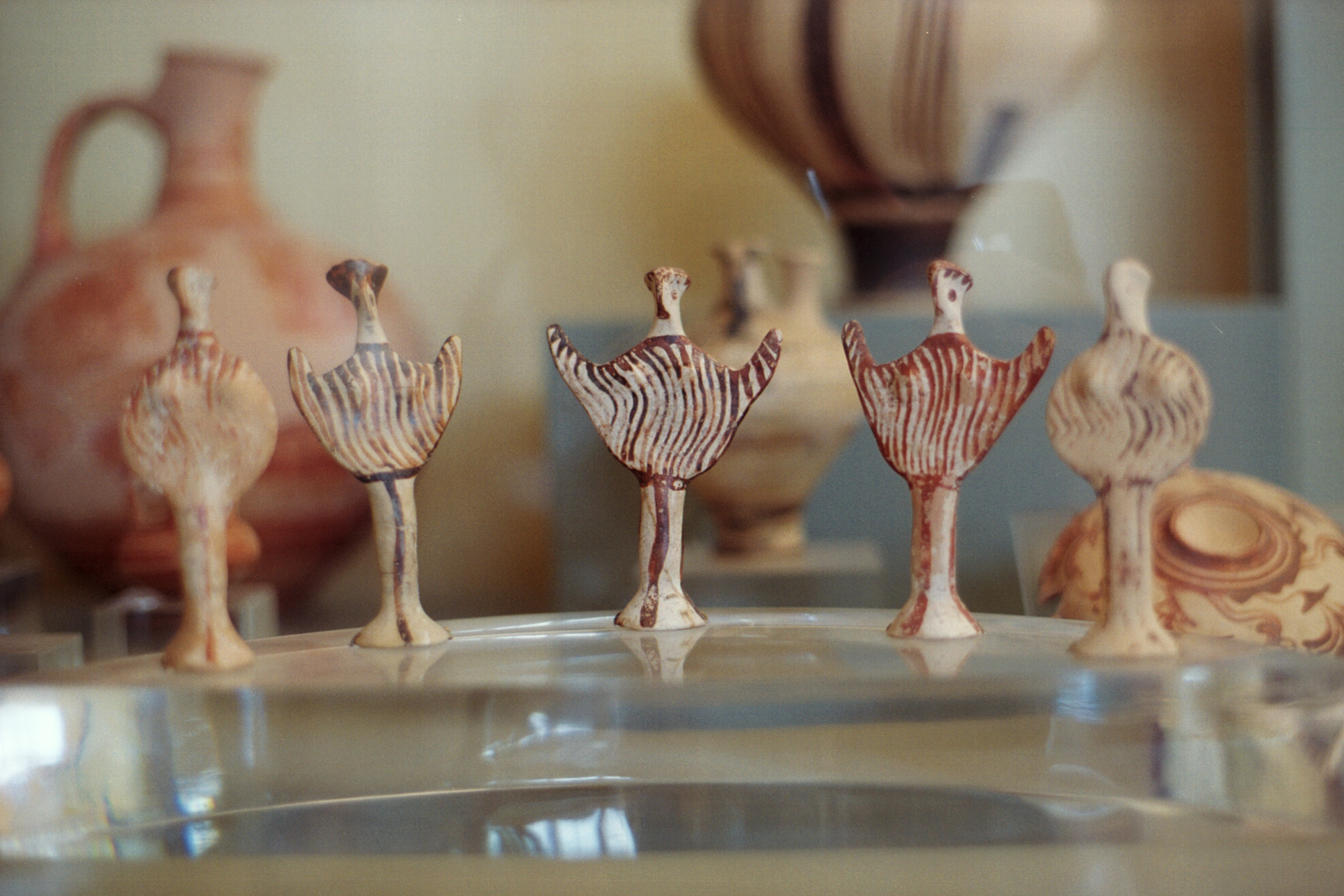
Figurines mycéniennes, dites déesses oiseaux, 1400-1200 av. JC.
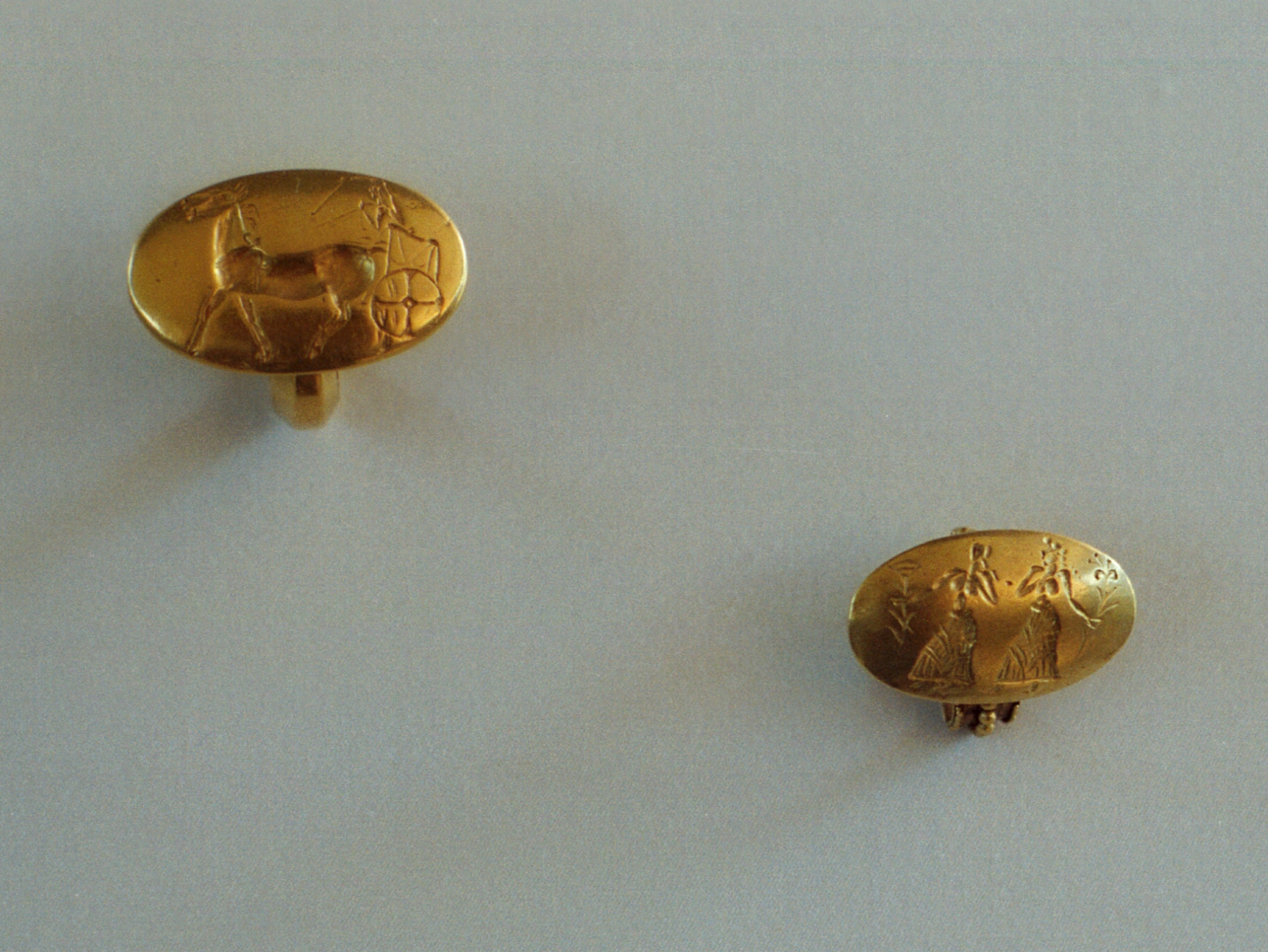
Bagues en or avec reliefs, Helladique tardif (Mycénien)
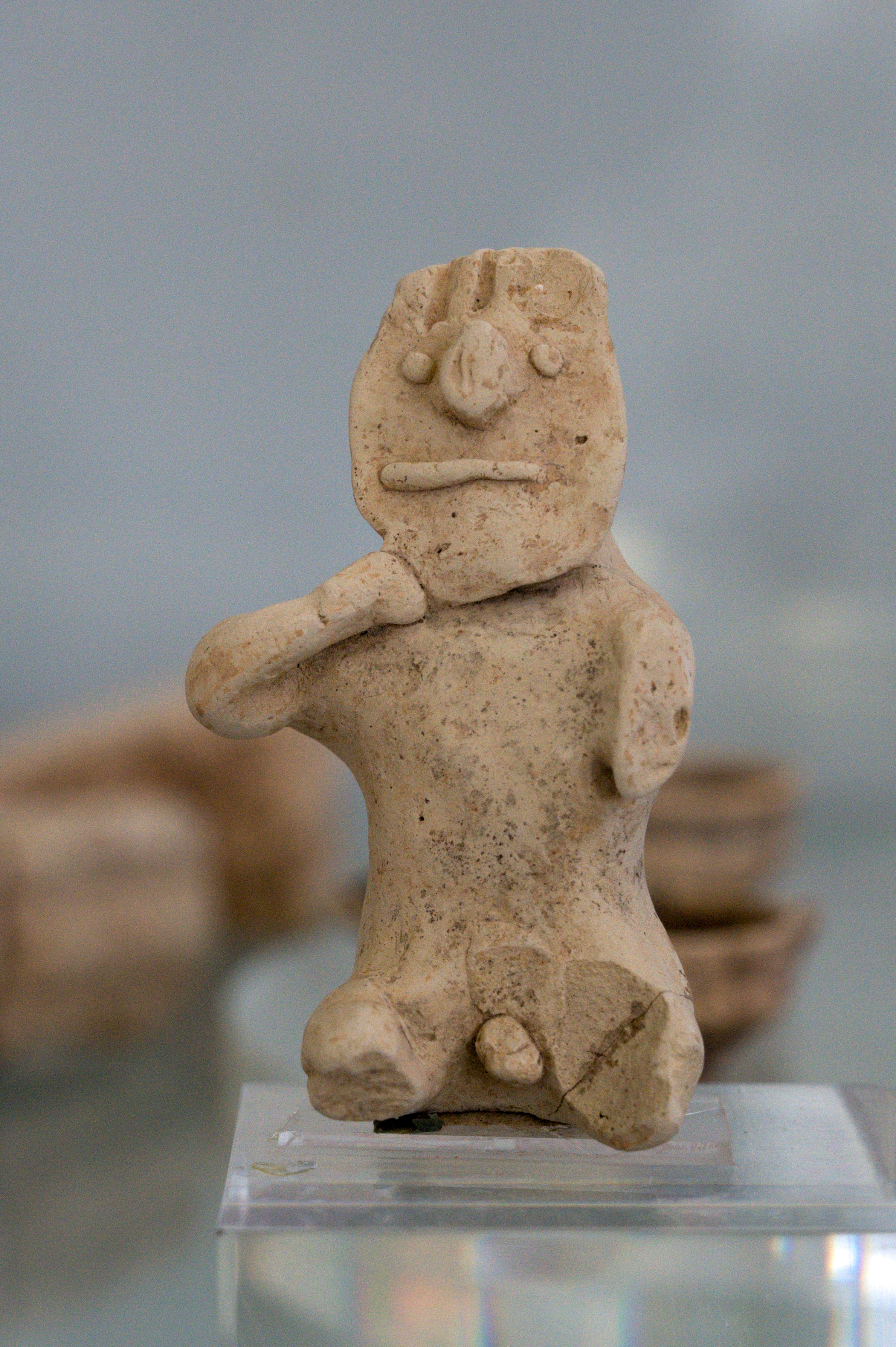
Petit enfant, probablement Opheltès, sanctuaire d'Opheltès à Némée. Voir Pausanias II, 15, 3.